# NGC 4288
NGC 4288 é uma galáxia espiral barrada (SBcd) localizada na direcção da constelação de Canes Venatici. Possui uma declinação de +46° 17' 40" e uma ascensão recta de 12 horas, 20 minutos e 38,0 segundos.
A galáxia NGC 4288 foi descoberta em 10 de Abril de 1788 por William Herschel.